# فرناندو بيرالتا
فرناندو بيرالتا (بالإسبانية: Fernando Peralta)‏ هو لاعب كرة قدم إسباني في مركز حراسة المرمى، ولد في 15 أغسطس 1961 في رندة في إسبانيا. شارك مع منتخب إسبانيا تحت 19 سنة لكرة القدم ومنتخب إسبانيا تحت 20 سنة لكرة القدم ومنتخب إسبانيا تحت 21 سنة لكرة القدم. أما مع النوادي، فقد لعب مع نادي إشبيلية ونادي كاستييون ونادي كومبوستيلا.

## وصلات خارجية
- فرناندو بيرالتا على موقع الاتحاد الدولي (مؤرشف)  (الإنجليزية)
- فرناندو بيرالتا على موقع قاعدة بيانات كرة القدم.إي يو (الإنجليزية)